# Christian Lautenschlager
Christian Friedrich Lautenschlager (Magstadt, 13 aprile 1877 – Untertürkheim, 3 gennaio 1954) è stato un pilota automobilistico tedesco.

## Biografia
Nato in un villaggio nei pressi di Stoccarda, Lautenschlager all'età di 14 anni iniziò l'apprendistato da meccanico in una ditta in città. Dopo aver girato l'Europa, tornò nel 1899, quando trovò lavoro alla Daimler. Lì, da semplice meccanico, riuscì a farsi strada fino alla mansione di pilota collaudatore per le auto da corsa. Nel 1908 ebbe l'opportunità di guidare una delle vetture iscritte al Gran Premio di Francia a Dieppe, che andò a vincere. Dopo questa affermazione tornò al lavoro in fabbrica, gareggiando solo saltuariamente. Nel 1914 vinse la Coppa Elgin al volante di una Mercedes 37/95 e, nello stesso anno, acquistò grande fama vincendo anche il Gran Premio di Francia 1914. Purtroppo, solo qualche giorno prima, c'era stato l'attentato di Sarajevo, che di fatto diede inizio alla Grande Guerra. A questa corsa (l'ultima prima dello scoppio del conflitto), parteciparono 37 vetture di 13 case automobilistiche diverse, provenienti da 6 nazioni differenti; per la prima volta, la cilindrata del motore era limitata a 4,5 litri. Dopo una gara di sette ore, Lautenschlager riuscì a precedere sul traguardo il campione di casa Georges Boillot, vincitore delle due precedenti edizioni.
Durante gli anni venti, Lautenschlager riprese a gareggiare saltuariamente, ma con poco successo. Partecipò alla Targa Florio 1922 giungendo decimo, e prese parte alla 500 miglia di Indianapolis 1923, in un team con altri due piloti. La poca dimestichezza con vetture a motore turbocompresso vanificò i loro sforzi, e Lautenschlager giunse ventitreesimo. L'anno successivo il pilota tedesco non colse alcun successo, e si ritirò dalle competizioni, tornando a lavorare in fabbrica.
Lautenschlager morì nel 1954 a Untertürkheim, sobborgo di Stoccarda.

## Riepilogo vittorie
| Anno | Gran Premio            | Luogo  | Vettura        | Resoconto |
| ---- | ---------------------- | ------ | -------------- | --------- |
| 1908 | Gran Premio di Francia | Dieppe | Mercedes       | Resoconto |
| 1914 | Coppa Elgin            | Elgin  | Mercedes 37/95 | Resoconto |
| 1914 | Gran Premio di Francia | Lione  | Mercedes       | Resoconto |